# Cyrtandra penduliflora
Cyrtandra penduliflora är en tvåhjärtbladig växtart som beskrevs av Friedrich Fritz Wilhelm Ludwig Kraenzlin. Cyrtandra penduliflora ingår i släktet Cyrtandra och familjen Gesneriaceae.

## Underarter
Arten delas in i följande underarter:
- C. p. grossipilosa
- C. p. penduliflora